# Partecipanti al Giro d'Italia 2011
Elenco dei partecipanti al Giro d'Italia 2011.
Il Giro d'Italia 2011 fu la novantaquattresima edizione della corsa. Alla competizione presero parte 23 squadre, 18 iscritte all'UCI ProTour più cinque squadre invitate, ciascuna delle quali composta da nove corridori, per un totale di 207 ciclisti. La corsa partì il 7 maggio da Venaria Reale e terminò il 29 maggio a Milano; in quest'ultima località portarono a termine la competizione 159 corridori. 

## Partecipanti

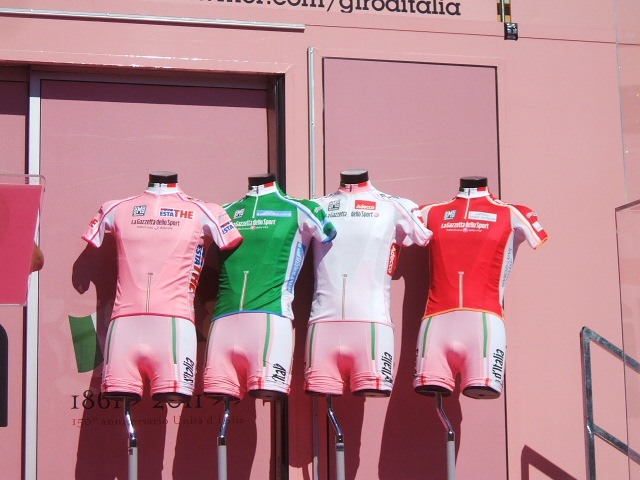
Le maglie del Giro 2011

I vincitori della "Corsa Rosa" nel 2004, 2006 e 2010, ossia Damiano Cunego e Ivan Basso, non presero parte alla competizione. Erano invece al via i vincitori delle edizioni 2000 (Stefano Garzelli), 2007 (Danilo Di Luca), 2008 (Alberto Contador) e 2009 (Denis Men'šov). Fu Garzelli a indossare il dorsale numero 1 a causa dell'assenza del detentore Ivan Basso. Un particolare dorsale numero 150 fu assegnato al campione italiano in carica Giovanni Visconti, proprio in virtù dell'omaggio all'Unità d'Italia.
Danilo Di Luca e Alberto Contador ebbero alcune vicissitudini per le quali rischiarono di non prendere parte all'edizione 2011 del Giro d'Italia: Angelo Zomegnan, organizzatore della corsa, non voleva avere tra i presenti l'italiano, mentre per lo spagnolo Contador si dovette aspettare una conferma definitiva il 1º marzo 2011.
Tra i principali pretendenti alla vittoria del Giro d'Italia 2011 figuravano gli spagnoli Alberto Contador e Joaquim Rodríguez, il russo Denis Men'šov, gli italiani Vincenzo Nibali e Michele Scarponi, il ceco Roman Kreuziger. Il più anziano dei 207 corridori in gara, con i suoi 42 anni, era Andrea Noè, poi ritiratosi durante la quattordicesima tappa; il più giovane il colombiano Carlos Alberto Betancur, di vent'anni più giovane.
La squadra basca Euskaltel-Euskadi sembrava volesse rinunciare alla partecipazione al Giro, salvo poi prendere il via regolarmente.

## Corridori per squadra
Nota: R ritirato, NP non partito, FT fuori tempo
| Acqua & Sapone                       | Acqua & Sapone                       | Acqua & Sapone                       | Katusha Team                 | Katusha Team                 | Katusha Team                 | Quickstep Cycling Team            | Quickstep Cycling Team            | Quickstep Cycling Team            |
| ------------------------------------ | ------------------------------------ | ------------------------------------ | ---------------------------- | ---------------------------- | ---------------------------- | --------------------------------- | --------------------------------- | --------------------------------- |
| 1                                    | Stefano Garzelli                     | 26º                                  | 81                           | Joaquim Rodríguez            | 4º                           | 161                               | Francesco Chicchi                 | R 14ª                             |
| 2                                    | Massimo Codol                        | 32º                                  | 82                           | Danilo Di Luca               | 69º                          | 162                               | Dario Cataldo                     | 12º                               |
| 3                                    | Claudio Corioni                      | 150º                                 | 83                           | Pavel Brutt                  | 128º                         | 163                               | Gerald Ciolek                     | R 13ª                             |
| 4                                    | Carlos Alberto Betancur              | 59º                                  | 84                           | Giampaolo Caruso             | 42º                          | 164                               | Francesco Reda                    | 134º                              |
| 5                                    | Ruggero Marzoli                      | 118º                                 | 85                           | Daniel Moreno                | 29º                          | 165                               | Addy Engels                       | 110º                              |
| 6                                    | Vladimir Miholjević                  | 31º                                  | 86                           | Ėduard Vorganov              | 37º                          | 166                               | Davide Malacarne                  | 146º                              |
| 7                                    | Danilo Napolitano                    | R 11ª                                | 87                           | Alberto Losada               | 55º                          | 167                               | Jérôme Pineau                     | 84º                               |
| 8                                    | José Cayetano Sarmiento              | 33º                                  | 88                           | Joan Horrach                 | 53º                          | 168                               | Kevin Seeldraeyers                | 50º                               |
| 9                                    | Fabio Taborre                        | 98º                                  | 89                           | Aljaksandr Kučynski          | 90º                          | 169                               | Kristof Vandewalle                | 93º                               |
| Manager: Bruno Cenghialta            | Manager: Bruno Cenghialta            | Manager: Bruno Cenghialta            | Manager: Serge Parsani       | Manager: Serge Parsani       | Manager: Serge Parsani       | Manager: Davide Bramati           | Manager: Davide Bramati           | Manager: Davide Bramati           |
| AG2R La Mondiale                     | AG2R La Mondiale                     | AG2R La Mondiale                     | Lampre-ISD                   | Lampre-ISD                   | Lampre-ISD                   | Rabobank Cycling Team             | Rabobank Cycling Team             | Rabobank Cycling Team             |
| 11                                   | Rinaldo Nocentini                    | 70º                                  | 91                           | Michele Scarponi             | 1º                           | 171                               | Graeme Brown                      | FT 9ª                             |
| 12                                   | Julien Bérard                        | 123º                                 | 92                           | Alessandro Petacchi          | NP 13ª                       | 172                               | Rick Flens                        | 155º                              |
| 13                                   | Mikaël Cherel                        | 62º                                  | 93                           | Marco Marzano                | R 15ª                        | 173                               | Steven Kruijswijk                 | 8º                                |
| 14                                   | Cyril Dessel                         | 99º                                  | 94                           | Diego Ulissi                 | 41º                          | 174                               | Stef Clement                      | 108º                              |
| 15                                   | Hubert Dupont                        | 11º                                  | 95                           | Danilo Hondo                 | NP 13ª                       | 175                               | Tom-Jelte Slagter                 | R 5ª                              |
| 16                                   | John Gadret                          | 3º                                   | 96                           | Przemysław Niemiec           | 40º                          | 176                               | Bram Tankink                      | 36º                               |
| 17                                   | Ben Gastauer                         | 88º                                  | 97                           | Alessandro Spezialetti       | 107º                         | 177                               | Jos van Emden                     | 159º                              |
| 18                                   | Jurij Krivcov                        | 119º                                 | 98                           | Daniele Righi                | 125º                         | 178                               | Dennis van Winden                 | 121º                              |
| 19                                   | Matteo Montaguti                     | 77º                                  | 99                           | Simon Špilak                 | 117º                         | 179                               | Pieter Weening                    | 45º                               |
| Manager: Laurent Biondi              | Manager: Laurent Biondi              | Manager: Laurent Biondi              | Manager: Orlando Maini       | Manager: Orlando Maini       | Manager: Orlando Maini       | Manager: Jan Boven                | Manager: Jan Boven                | Manager: Jan Boven                |
| Androni Giocattoli-C.I.P.I.          | Androni Giocattoli-C.I.P.I.          | Androni Giocattoli-C.I.P.I.          | Team Leopard-Trek            | Team Leopard-Trek            | Team Leopard-Trek            | Saxo Bank-Sungard                 | Saxo Bank-Sungard                 | Saxo Bank-Sungard                 |
| 21                                   | José Serpa                           | 52º                                  | 101                          | Brice Feillu                 | NP 5ª                        | 181                               | Alberto Contador                  | 1º                                |
| 22                                   | Emanuele Sella                       | 35º                                  | 102                          | Dominic Klemme               | NP 5ª                        | 182                               | Laurent Didier                    | 130º                              |
| 23                                   | José Rujano                          | 6º                                   | 103                          | Thomas Rohregger             | NP 5ª                        | 183                               | Volodymyr Hustov                  | 72º                               |
| 24                                   | Alessandro De Marchi                 | 109º                                 | 104                          | Tom Stamsnijder              | NP 5ª                        | 184                               | Jesús Hernández                   | 28º                               |
| 25                                   | Giairo Ermeti                        | 144º                                 | 105                          | Bruno Pires                  | NP 5ª                        | 185                               | Kasper Klostergaard               | 153º                              |
| 26                                   | Roberto Ferrari                      | 143º                                 | 106                          | Davide Viganò                | NP 5ª                        | 186                               | Richie Porte                      | 81º                               |
| 27                                   | Carlos Ochoa                         | 65º                                  | 107                          | Fabian Wegmann               | NP 5ª                        | 187                               | Daniel Navarro                    | 44º                               |
| 28                                   | Jackson Rodríguez                    | R 9ª                                 | 108                          | Wouter Weylandt              | R 3ª (†)                     | 188                               | Matteo Tosatto                    | 136º                              |
| 29                                   | Ángel Vicioso                        | 71º                                  | 109                          | Oliver Zaugg                 | NP 5ª                        | 189                               | Michael Mørkøv                    | 156º                              |
| Manager: Gianni Savio                | Manager: Gianni Savio                | Manager: Gianni Savio                | Manager: Luca Guercilena     | Manager: Luca Guercilena     | Manager: Luca Guercilena     | Manager: Philippe Mauduit         | Manager: Philippe Mauduit         | Manager: Philippe Mauduit         |
| BMC Racing Team                      | BMC Racing Team                      | BMC Racing Team                      | Liquigas-Cannondale          | Liquigas-Cannondale          | Liquigas-Cannondale          | Sky Procycling                    | Sky Procycling                    | Sky Procycling                    |
| 31                                   | Chris Barton                         | R 5ª                                 | 111                          | Vincenzo Nibali              | 2º                           | 191                               | Thomas Löfkvist                   | 20º                               |
| 32                                   | Chad Beyer                           | 152º                                 | 112                          | Valerio Agnoli               | 83º                          | 192                               | Michael Barry                     | 54º                               |
| 33                                   | Mathias Frank                        | 85º                                  | 113                          | Eros Capecchi                | 60º                          | 193                               | Kjell Carlström                   | 133º                              |
| 34                                   | Martin Kohler                        | R 13ª                                | 114                          | Alan Marangoni               | 142º                         | 194                               | Dario David Cioni                 | 76º                               |
| 35                                   | Alexander Kristoff                   | 157º                                 | 115                          | Tiziano Dall'Antonia         | 139º                         | 195                               | Russell Downing                   | 140º                              |
| 36                                   | Chris Butler                         | NP 9ª                                | 116                          | Fabio Sabatini               | 104º                         | 196                               | Davide Appollonio                 | R 13ª                             |
| 37                                   | Johann Tschopp                       | 15º                                  | 117                          | Cristiano Salerno            | 57º                          | 197                               | Lars Petter Nordhaug              | 92º                               |
| 38                                   | Danilo Wyss                          | 126º                                 | 118                          | Sylwester Szmyd              | 82º                          | 198                               | Peter Kennaugh                    | 87º                               |
| 39                                   | Simon Zahner                         | 131º                                 | 119                          | Alessandro Vanotti           | 73º                          | 199                               | Morris Possoni                    | 79º                               |
| Manager: Fabio Baldato               | Manager: Fabio Baldato               | Manager: Fabio Baldato               | Manager: Alberto Volpi       | Manager: Alberto Volpi       | Manager: Alberto Volpi       | Manager: Sean Yates               | Manager: Sean Yates               | Manager: Sean Yates               |
| Colnago-CSF Inox                     | Colnago-CSF Inox                     | Colnago-CSF Inox                     | Movistar Team                | Movistar Team                | Movistar Team                | Team Garmin-Cervélo               | Team Garmin-Cervélo               | Team Garmin-Cervélo               |
| 41                                   | Domenico Pozzovivo                   | R 15ª                                | 121                          | David Arroyo                 | 13º                          | 201                               | Tyler Farrar                      | NP 5ª                             |
| 42                                   | Manuel Belletti                      | NP 13ª                               | 122                          | Vasil' Kiryenka              | 25º                          | 202                               | Brett Lancaster                   | R 15ª                             |
| 43                                   | Sacha Modolo                         | R 13ª                                | 123                          | Ignatas Konovalovas          | 102º                         | 203                               | Tom Peterson                      | 89º                               |
| 44                                   | Stefano Pirazzi                      | 61º                                  | 124                          | Carlos Oyarzún               | 112º                         | 204                               | Murilo Fischer                    | R 17ª                             |
| 45                                   | Filippo Savini                       | R 19ª                                | 125                          | Pablo Lastras                | 38º                          | 205                               | Christophe Le Mével               | 14º                               |
| 46                                   | Federico Canuti                      | 94º                                  | 126                          | Sergio Pardilla              | 48º                          | 206                               | Cameron Meyer                     | 137º                              |
| 47                                   | Simone Stortoni                      | 80º                                  | 127                          | Luis Pasamontes              | 51º                          | 207                               | David Millar                      | 100º                              |
| 48                                   | Gianluca Brambilla                   | 95º                                  | 128                          | Branislaŭ Samojlaŭ           | 46º                          | 208                               | Peter Stetina                     | 22º                               |
| 49                                   | Marco Frapporti                      | 132º                                 | 129                          | Francisco Ventoso            | NP 13ª                       | 209                               | Matthew Wilson                    | R 17ª                             |
| Manager: Bruno Reverberi             | Manager: Bruno Reverberi             | Manager: Bruno Reverberi             | Manager: José Luis Arrieta   | Manager: José Luis Arrieta   | Manager: José Luis Arrieta   | Manager: Lionel Marie             | Manager: Lionel Marie             | Manager: Lionel Marie             |
| Euskaltel-Euskadi                    | Euskaltel-Euskadi                    | Euskaltel-Euskadi                    | Omega Pharma-Lotto           | Omega Pharma-Lotto           | Omega Pharma-Lotto           | Team RadioShack                   | Team RadioShack                   | Team RadioShack                   |
| 51                                   | Igor Antón                           | 17º                                  | 131                          | Jan Bakelants                | 23º                          | 211                               | Tiago Machado                     | 19º                               |
| 52                                   | Daniel Sesma                         | 149º                                 | 132                          | Adam Blythe                  | R 10ª                        | 212                               | Jaroslav Popovyč                  | 64º                               |
| 53                                   | Miguel Mínguez                       | 135º                                 | 133                          | Francis De Greef             | 24º                          | 213                               | Robbie McEwen                     | FT 9ª                             |
| 54                                   | Iñaki Isasi                          | 63º                                  | 134                          | Bart De Clercq               | 27º                          | 214                               | Fumiyuki Beppu                    | 67º                               |
| 55                                   | Pierre Cazaux                        | 124º                                 | 135                          | Gert Dockx                   | 96º                          | 215                               | Manuel Cardoso                    | R 15ª                             |
| 56                                   | Javier Aramendia                     | 115º                                 | 136                          | Oliver Kaisen                | 141º                         | 216                               | Philip Deignan                    | 47º                               |
| 57                                   | Jorge Azanza                         | 68º                                  | 137                          | Sebastian Lang               | 56º                          | 217                               | Robert Hunter                     | NP 15ª                            |
| 58                                   | Juan José Oroz                       | R 15ª                                | 138                          | Jussi Veikkanen              | 120º                         | 218                               | Ivan Rovnyj                       | 78º                               |
| 59                                   | Mikel Nieve                          | 10º                                  | 139                          | Klaas Lodewyck               | 147º                         | 219                               | Bjorn Selander                    | 129º                              |
| Manager: Álvaro González de Galdeano | Manager: Álvaro González de Galdeano | Manager: Álvaro González de Galdeano | Manager: Dirk De Wolf        | Manager: Dirk De Wolf        | Manager: Dirk De Wolf        | Manager: Vjačeslav Ekimov         | Manager: Vjačeslav Ekimov         | Manager: Vjačeslav Ekimov         |
| Geox-TMC                             | Geox-TMC                             | Geox-TMC                             | Pro Team Astana              | Pro Team Astana              | Pro Team Astana              | Vacansoleil-DCM Pro Cycling Team  | Vacansoleil-DCM Pro Cycling Team  | Vacansoleil-DCM Pro Cycling Team  |
| 61                                   | Denis Men'šov                        | 7º                                   | 141                          | Roman Kreuziger              | 5º                           | 221                               | Matteo Carrara                    | 16º                               |
| 62                                   | Carlos Sastre                        | 30º                                  | 142                          | Paolo Tiralongo              | 18º                          | 222                               | Borut Božič                       | R 11ª                             |
| 63                                   | Marcel Wyss                          | 34º                                  | 143                          | Francesco Masciarelli        | NP 17ª                       | 223                               | Maksim Bel'kov                    | 101º                              |
| 64                                   | David Blanco                         | 66º                                  | 144                          | Robert Kišerlovski           | 43º                          | 224                               | Michał Gołaś                      | NP 16ª                            |
| 65                                   | Giampaolo Cheula                     | 97º                                  | 145                          | Maksim Gurov                 | 151º                         | 225                               | Johnny Hoogerland                 | 58º                               |
| 66                                   | Dmitrij Kozončuk                     | 75º                                  | 146                          | Josep Jufré                  | 74º                          | 226                               | Sergej Lagutin                    | 91º                               |
| 67                                   | Fabio Duarte                         | R 8ª                                 | 147                          | Aleksandr D'jačenko          | 111º                         | 227                               | Alberto Ongarato                  | 145º                              |
| 68                                   | Mauricio Ardila                      | 122º                                 | 148                          | Evgenij Petrov               | 39º                          | 228                               | Mirko Selvaggi                    | 116º                              |
| 69                                   | Rafael Valls                         | R 14ª                                | 149                          | Gorazd Štangelj              | 86º                          | 229                               | Frederik Veuchelen                | 106º                              |
| Manager: Stefano Zanini              | Manager: Stefano Zanini              | Manager: Stefano Zanini              | Manager: Giuseppe Martinelli | Manager: Giuseppe Martinelli | Manager: Giuseppe Martinelli | Manager: Hilaire van der Schueren | Manager: Hilaire van der Schueren | Manager: Hilaire van der Schueren |
| HTC-Highroad                         | HTC-Highroad                         | HTC-Highroad                         | Farnese Vini-Neri Sottoli    | Farnese Vini-Neri Sottoli    | Farnese Vini-Neri Sottoli    |                                   |                                   |                                   |
| 71                                   | Mark Cavendish                       | NP 13ª                               | 150                          | Giovanni Visconti            | 49º                          |                                   |                                   |                                   |
| 72                                   | Marco Pinotti                        | R 19ª                                | 151                          | Francesco Failli             | R 5ª                         |                                   |                                   |                                   |
| 73                                   | Patrick Gretsch                      | 138º                                 | 152                          | Leonardo Giordani            | 114º                         |                                   |                                   |                                   |
| 74                                   | Craig Lewis                          | R 19ª                                | 153                          | Oscar Gatto                  | 105º                         |                                   |                                   |                                   |
| 75                                   | Lars Bak                             | 127º                                 | 154                          | Matteo Rabottini             | 113º                         |                                   |                                   |                                   |
| 76                                   | František Raboň                      | R 15ª                                | 155                          | Luca Mazzanti                | 103º                         |                                   |                                   |                                   |
| 77                                   | Alex Rasmussen                       | 154º                                 | 156                          | Elia Favilli                 | 158º                         |                                   |                                   |                                   |
| 78                                   | Mark Renshaw                         | NP 13ª                               | 157                          | Andrea Noè                   | R 14ª                        |                                   |                                   |                                   |
| 79                                   | Kanstancin Siŭcoŭ                    | 9º                                   | 158                          | Davide Ricci Bitti           | 148º                         |                                   |                                   |                                   |
| Manager: Valerio Piva                | Manager: Valerio Piva                | Manager: Valerio Piva                | Manager: Luca Scinto         | Manager: Luca Scinto         | Manager: Luca Scinto         |                                   |                                   |                                   |

### Legenda
| Legenda      | Legenda | Legenda       | Legenda                                                  |
| ------------ | --- | ------------- | -------------------------------------------------------- |
| Dorsale      | Dorsale di partenza del ciclista | Posizione     | Posizione finale nella classifica generale               |
| Maglia rosa  | Indica il vincitore della classifica generale                                                                                        | Maglia verde  | Indica il vincitore della classifica dei GPM             |
| Maglia rossa | Indica il vincitore della classifica a punti                                                                                         | Maglia bianca | Indica il vincitore della classifica giovani             |
| NP           | Indica un ciclista che non è ripartito in una tappa la mattina                                                                       | R             | Indica un ciclista che si è ritirato in una tappa        |
| FTM          | Indica un ciclista che ha concluso una tappa fuori tempo, ossia ha impiegato più tempo rispetto a quanto stabilito dal tempo massimo | EX            | Corridore escluso per non aver rispettato il regolamento |

## Corridori per nazione
| Numero corridori | Nazioni                                                                                    |
| ---------------- | ------------------------------------------------------------------------------------------ |
| 62               | Italia                                                                                     |
| 25               | Spagna                                                                                     |
| 11               | Paesi Bassi                                                                                |
| 10               | Belgio, Francia                                                                            |
| 8                | Stati Uniti                                                                                |
| 7                | Australia, Russia, Svizzera                                                                |
| 6                | Germania                                                                                   |
| 5                | Colombia, Regno Unito                                                                      |
| 4                | Danimarca, Bielorussia                                                                     |
| 3                | Polonia, Portogallo, Slovenia, Venezuela                                                   |
| 2                | Finlandia, Kazakistan, Croazia, Lussemburgo, Norvegia, Ucraina, Rep. Ceca                  |
| 1                | Brasile, Canada, Cile, Irlanda, Giappone, Lituania, Uzbekistan, Austria, Sudafrica, Svezia |